# Evarcha amabilis
Evarcha amabilis là một loài nhện trong họ Salticidae.
Loài này thuộc chi Evarcha. Evarcha amabilis được Carl Ludwig Koch miêu tả năm 1846.